# Sent Eferian
Sent Eferian (en francès Saint-Symphorien) és un municipi francès situat al departament del Losera i a la regió d'Occitània.